# Callionymus ochiaii
Callionymus ochiaii är en fiskart som beskrevs av Fricke, 1981. Callionymus ochiaii ingår i släktet Callionymus och familjen sjökocksfiskar. Inga underarter finns listade.